# Relations entre l'Inde et la Roumanie

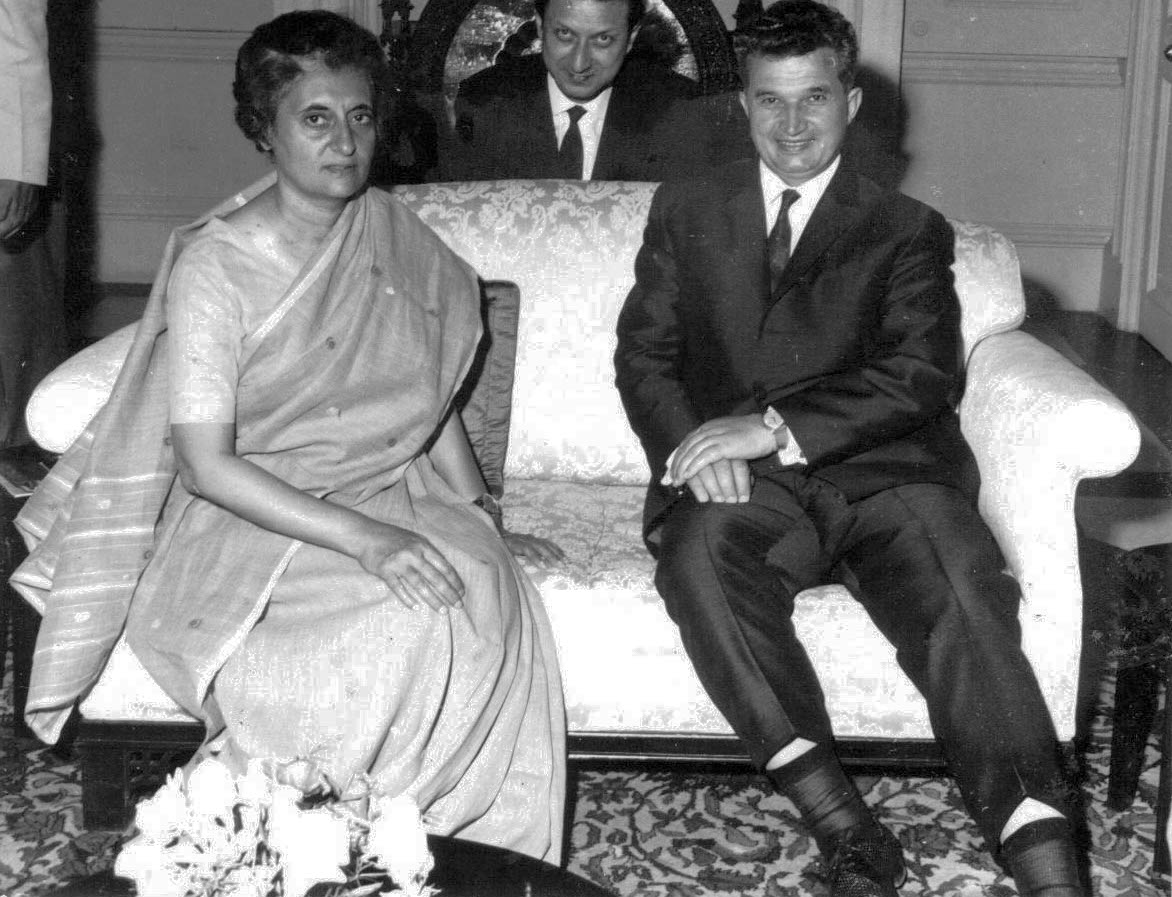
Indira Gandhi rencontre Nicolae Ceauşescu à New Delhi en 1969.

Les relations indo-roumaines font référence aux relations internationales qui existent entre l'Inde et la Roumanie.

## Histoire ancienne
La Roumanie et l'Inde ont été brièvement reliées par l'empire d'Alexandre le Grand en 326 avant Jésus Christ.

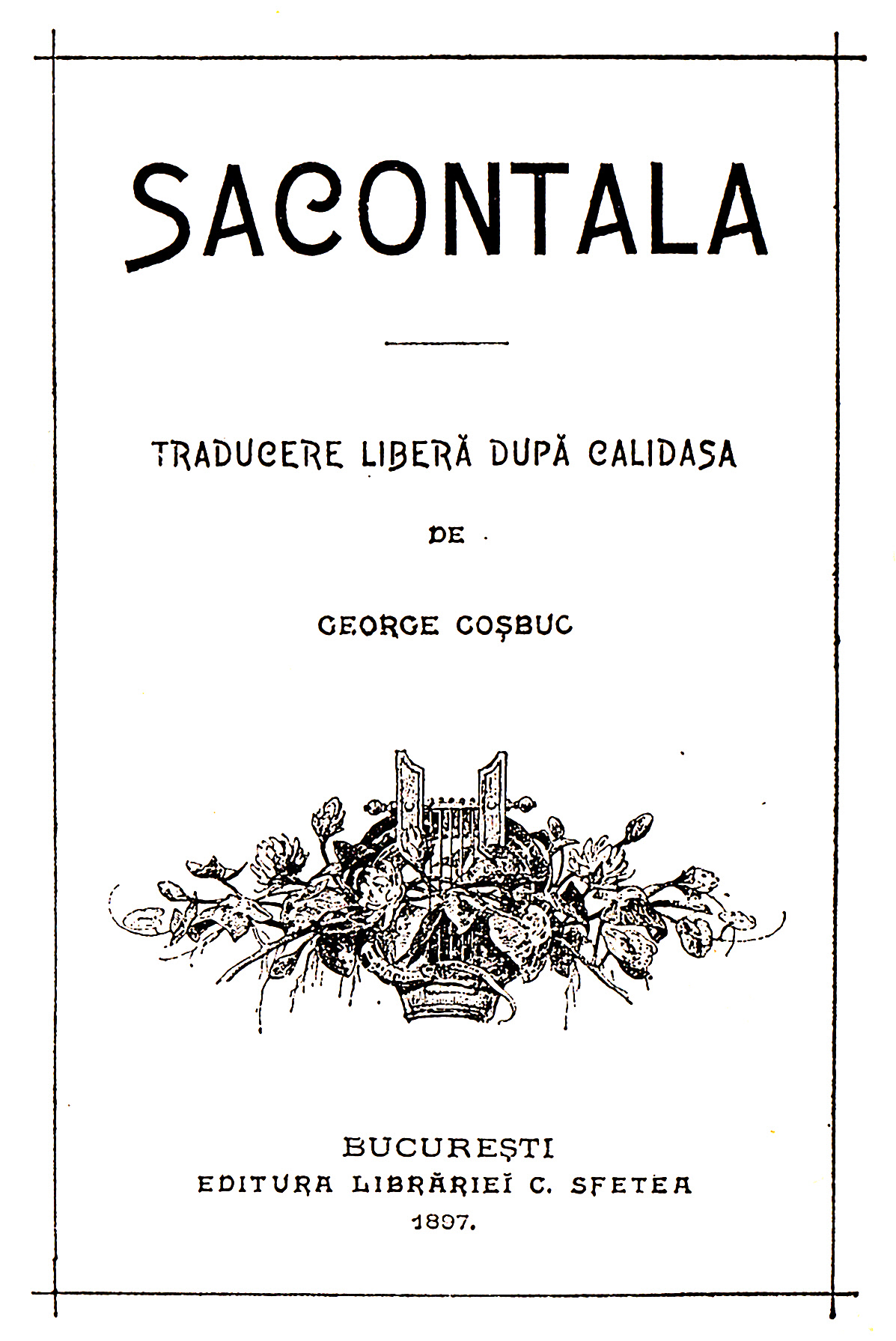
L'adaptation de George Coşbuc dAbhijñānaśākuntalam, publiée en 1897.

Le contact direct entre l'Inde et la Roumanie remonte à quelques siècles,.

## Histoire moderne
Les relations diplomatiques entre l'Inde et la Roumanie ont été établies le 14 décembre 1948. La Roumanie a ouvert une ambassade à New Delhi en 1955 et l'Inde a ouvert une ambassade à Bucarest en 1957. Le Premier ministre roumain s'est rendu en Inde en mars 1958. Aujourd'hui, la Roumanie a également des consulats honoraires à Chennai et Kolkata, et l'Inde a un consulat honoraire à Timișoara.

## Relations économiques
Les gouvernements indien et roumain ont discuté des termes d'un projet de raffinerie en Assam à la mi-1958.
Le commerce bilatéral entre les deux pays était de 727,27 millions de dollars en 2011-2012. L'Inde a exporté pour 269,54 millions de dollars vers la Roumanie et a importé pour 457,73 millions de dollars de marchandises de la Roumanie. Le commerce bilatéral a totalisé 713 millions de dollars en 2013,.
Plusieurs entreprises indiennes telles que Ranbaxy, Gujarat Heavy Chemicals (GHCL), WIPRO, Genpact et Raymonds sont présentes en Roumanie.

## Indiens en Roumanie
En juillet 2013, environ 950 citoyens indiens résidaient en Roumanie. Des étudiants indiens étudient dans les universités roumaines, notamment en médecine.

## Sources et références
1. 1 2  « Delhi, 07 May, 2014 », sur web.archive.org, 2 février 2017 (consulté le 1er septembre 2022)
2. 1 2  « Indian Express Delhi, Wed, 14 May 14 », sur web.archive.org, 27 juin 2018 (consulté le 1er septembre 2022)
3. ↑  https://eparlib.nic.in/bitstream/123456789/1599/1/lsd_02_06_19-11-1958.pdf page 49
4. ↑  « Brief history | EMBASSY OF ROMANIA in the Republic of India », newdelhi.mae.ro (consulté le 9 octobre 2016)
5. ↑  « Lok Sabha Debates », 19 novembre 1958 (consulté le 21 juin 2021), p. 50
6. 1 2 3  (en) « India Romania relations », Article,‎ juillet 2013, p. 3 (lire en ligne  [PDF])